# Glansfasan
Glansfasan (latin: Lophophorus impejanus) er en fugl i fasanfugle-familien, der lever i Himalaya.